# Teixeira (ort)
Teixeira är en ort i Brasilien.   Den ligger i kommunen Teixeira och delstaten Paraíba, i den östra delen av landet, 1 500 km nordost om huvudstaden Brasília. Teixeira ligger 780 meter över havet och antalet invånare är 9 954.
Terrängen runt Teixeira är kuperad norrut, men söderut är den platt. Teixeira är det största samhället i trakten.
Omgivningarna runt Teixeira är huvudsakligen savann. Runt Teixeira är det ganska tätbefolkat, med 83 invånare per kvadratkilometer.